# Marouane Chamakh
Marouane Chamakh (Tonneins, 10 januari 1984) is een Frans-Marokkaans voormalig voetballer die doorgaans als aanvaller speelde. Hij beëindigde in 2019 zijn carrière. Chamakh was van 2003 tot en met 2014 international van het Marokkaans voetbalelftal, waarvoor hij 65 interlands speelde en 18 keer scoorde.
Chamakh was de eerste speler die in zes achtereenvolgende Champions League-wedstrijden scoorde. Dit deed hij voor Girondins de Bordeaux en Arsenal.

## Clubvoetbal
Chamakh speelde van 1994 tot en met 2000 in de jeugd van amateurclub FC Marmande 47, waar hij werd gescout door FC Girondins de Bordeaux, dat hem in de jeugdopleiding opnam. Hij speelde in het seizoen 2001/02 voor het tweede elftal van de club en werd een jaar later opgenomen in de selectie van het eerste team. Chamakh  maakte op 19 januari 2003 zijn debuut voor de hoofdmacht van Bordeaux in een wedstrijd om de Coupe de la Ligue tegen Metz. Zijn competitiedebuut in de Ligue 1 volgde op 8 februari 2003, in een thuiswedstrijd tegen SC Bastia. Hij had in zijn eerste seizoen Pauleta als partner in de aanval.
Chamakh vertrok in mei 2010 transfervrij naar Arsenal. Hij speelde er gedurende zijn eerste seizoen bijna dertig competitiewedstrijden. Nadat dit een jaar later verminderde tot elf, speelde hij gedurende het seizoen 2012/13 geen enkele wedstrijd voor Arsenal. Arsène Wenger gaf de voorkeur afwisselend aan Olivier Giroud en aan Theo Walcott als diepe spits. Arsenal verhuurde Chamakh op 4 januari 2013 voor een half jaar aan West Ham United. Bij The Hammers moest hij de concurrentie aangaan met Andy Carroll en Carlton Cole. Nadien ging hij definitief over naar Crystal Palace. In 2016 liep zijn contract af. In oktober van dat jaar ging hij voor Cardiff City spelen. In januari 2017 mocht Chamakh vertrekken bij de club uit Wales. In mei 2019, na ruim 2,5 jaar geen club te hebben gehad, maakte Chamakh bekend geen nieuwe club te zoeken en te zijn gestopt als professioneel voetballer.

## Clubstatistieken
| Seizoen | Club                  | Duels | Goals | Competitie      |
| ------- | --------------------- | ----- | ----- | --------------- |
| 2002/03 | Girondins de Bordeaux | 10    | 1     | Ligue 1         |
| 2003/04 | Girondins de Bordeaux | 25    | 6     | Ligue 1         |
| 2004/05 | Girondins de Bordeaux | 33    | 10    | Ligue 1         |
| 2005/06 | Girondins de Bordeaux | 29    | 7     | Ligue 1         |
| 2006/07 | Girondins de Bordeaux | 29    | 5     | Ligue 1         |
| 2007/08 | Girondins de Bordeaux | 32    | 4     | Ligue 1         |
| 2008/09 | Girondins de Bordeaux | 34    | 13    | Ligue 1         |
| 2009/10 | Girondins de Bordeaux | 38    | 10    | Ligue 1         |
| 2010/11 | Arsenal               | 29    | 7     | Premier League  |
| 2011/12 | Arsenal               | 11    | 1     | Premier League  |
| 2012/13 | Arsenal               | 0     | 0     | Premier League  |
| 2012/13 | → West Ham United     | 3     | 0     | Premier League  |
| 2013/14 | Crystal Palace        | 32    | 5     | Premier League  |
| 2014/15 | Crystal Palace        | 18    | 3     | Premier League  |
| 2015/16 | Crystal Palace        | 10    | 0     | Premier League  |
| 2016/17 | Cardiff City          | 2     | 0     | FL Championship |
| Totaal  |                       | 335   | 71    |                 |

## Interlandcarrière

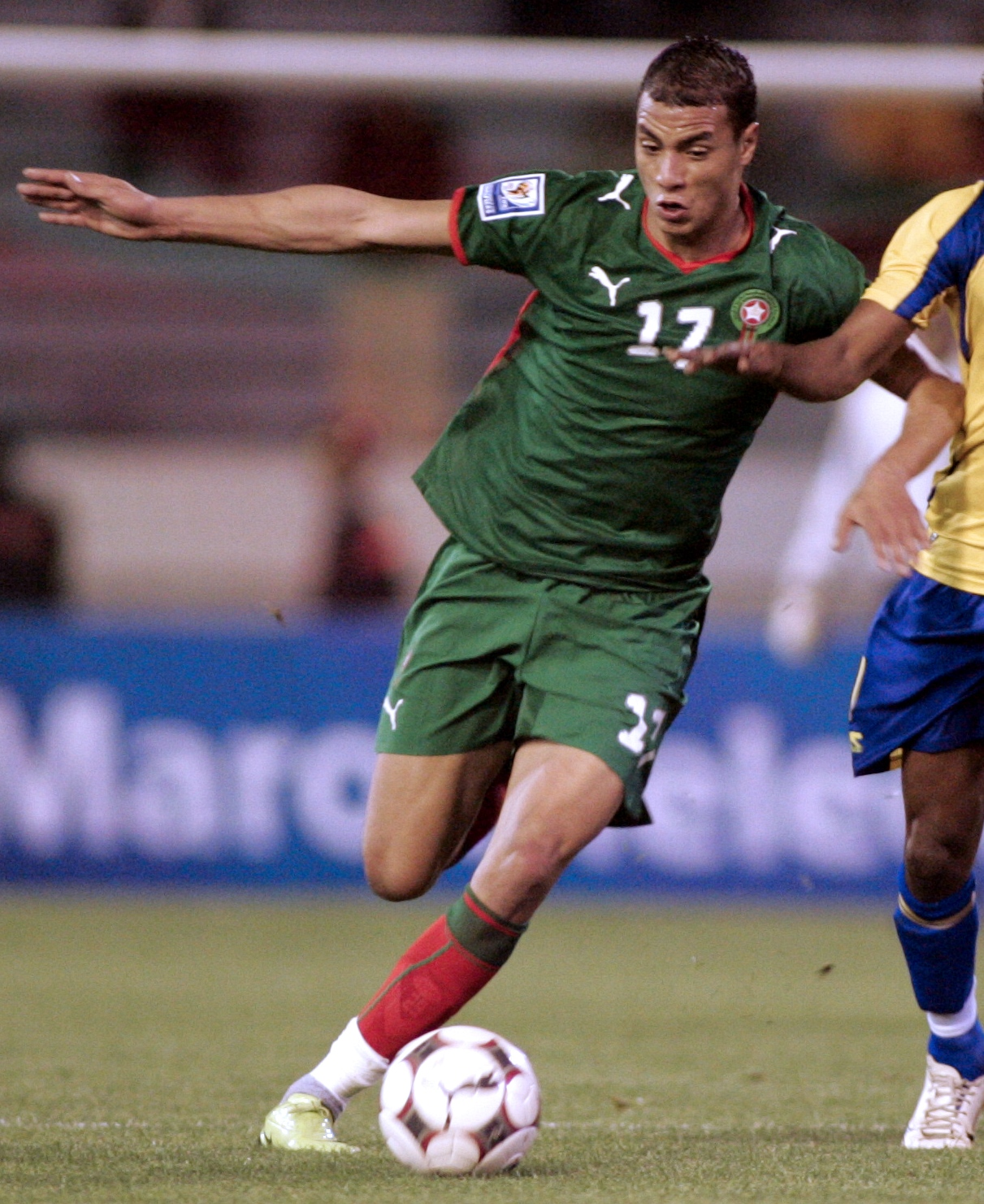
Chamakh in actie voor Marokko.

Op 7 juli 2003 kwam Chamakh voor het eerst uit voor het Marokkaanse elftal, tegen Sierra Leone. Zijn eerste doelpunt maakte hij op 10 september 2003 tegen Trinidad en Tobago. Chamakh zat in de Marokkaanse selectie voor de Africa Cup 2004 in Tunesië. Daar scoorde hij in de halve finale tegen buurland en aartsrivaal Algerije in de blessuretijd de gelijkmaker, waardoor de wedstrijd verlengd werd. Het duel eindigde in 3-1 voor Marokko, dat doorging naar de finale. Chamakh werd genomineerd als beste Marokkaanse speler in dat jaar.
Hij was ook van de partij in 2006 toen het toernooi gehouden werd in Egypte. Marokko kwalificeerde zich als tweede in de poule, maar kwam in Groep A op het eindtoernooi niet tot scoren waardoor het niet de kwartfinale haalde.
Voor de Africa Cup 2008 kwalificeerde Chamakh zich met Marokko in Groep 12 als groepswinnaar. Hij speelde in alle drie de Groep A-wedstrijden op het hoofdtoernooi, maar de enige gewonnen wedstrijd (5-1 tegen Namibië) was niet genoeg om door te gaan naar de kwartfinale.

### Doelpunten nationaal elftal
| №                                  | Datum      | Plaats                                 | Tegenstander   | Score               | Wedstrijd                   |
| ---------------------------------- | ---------- | -------------------------------------- | -------------- | ------------------- | --------------------------- |
| 1,2                                | 10-09-2003 | Stade de Marrakech, Marrakesh, Marokko | Trinidad en T. | 2-0                 | Vriendschappelijk           |
| 3                                  | 31-01-2004 | Stade Taïeb Mhiri, Sfax, Tunesië       | Benin          | 4-0                 | ACN 2004                    |
| 4                                  | 08-02-2004 | Stade Taïeb El Mhiri, Sfax, Tunesië    | Algerije       | 3 – 1 (1e doelpunt) | African Cup of Nations 2004 |
| 5                                  | 10-10-2004 | Stade 28 Septembre, Conakry, Guinee    | Guinee         | 1 – 1               | WK-kwalificatie             |
| 6                                  | 04-06-2005 | Stade Moulay Abdellah, Rabat, Marokko  | Malawi         | 4 – 1 (1e doelpunt) | WK2006-Kwalificatie         |
| 7                                  | 08-10-2005 | Stade 7 November, Radès, Tunesië       | Tunesië        | 2 – 2 (1e doelpunt) | WK2006-Kwalificatie         |
| 8                                  | 09-01-2006 | Stade Moulay Abdallah, Rabat, Marokko  | Congo-Kinshasa | 3-0                 | Vriendschappelijk           |
| 9                                  | 17-01-2006 | Stade de Marrakech, Marrakesh, Marokko | Angola         | 2-2                 | Vriendschappelijk           |
| 10                                 | 03-09-2006 | Stade Moulay Abdallah, Rabat, Marokko  | Malawi         | 2-0                 | ACN2008-Kwalificatie        |
| 11                                 | 07-02-2007 | Stade Mohammed V, Casablanca, Marokko  | Tunesië        | 1-1                 | Vriendschappelijk           |
| 12                                 | 02-06-2007 | Stade Mohammed V, Casablanca, Marokko  | Zimbabwe       | 2-0                 | ACN2008-Kwalificatie        |
| 13                                 | 16-01-2008 | Stade Mohammed V, Casablanca, Marokko  | Angola         | 2-1                 | Vriendschappelijk           |
| 14                                 | 31-01-2009 | Estádio do Restelo, Lisbon, Portugal   | Angola         | 2 – 0 (2e doelpunt) | Vriendschappelijk           |
| 15                                 | 17-11-2010 | Windsor Park, Belfast, Noord-Ierland   | Noord-Ierland  | 1 – 1               | Vriendschappelijk           |
| 16                                 | 04-06-2011 | Stade de Marrakech, Marrakesh, Marokko | Algerije       | 4 – 0 (2e doelpunt) | ACN2012-Kwalificatie        |
| 17                                 | 09-10-2011 | Stade de Marrakech, Marrakesh, Marokko | Tanzania       | 3 – 1 (1e doelpunt) | ACN2012-Kwalificatie        |
| Laatst bijgewerkt: 10 oktober 2011 |            |                                        |                |                     |                             |

## Erelijst
| Kampioen Ligue 1      | 1x | 2008/09          |
| Coupe de la Ligue     | 1x | 2006/07, 2008/09 |
| Trophée des Champions | 2x | 2008, 2009       |

Individueel
- Beste Marokkaanse speler: 2004
- Beste Marokkaanse speler in het buitenland: 2007
- Marokkaanse sportman van het jaar: 2009